# Medio tubo

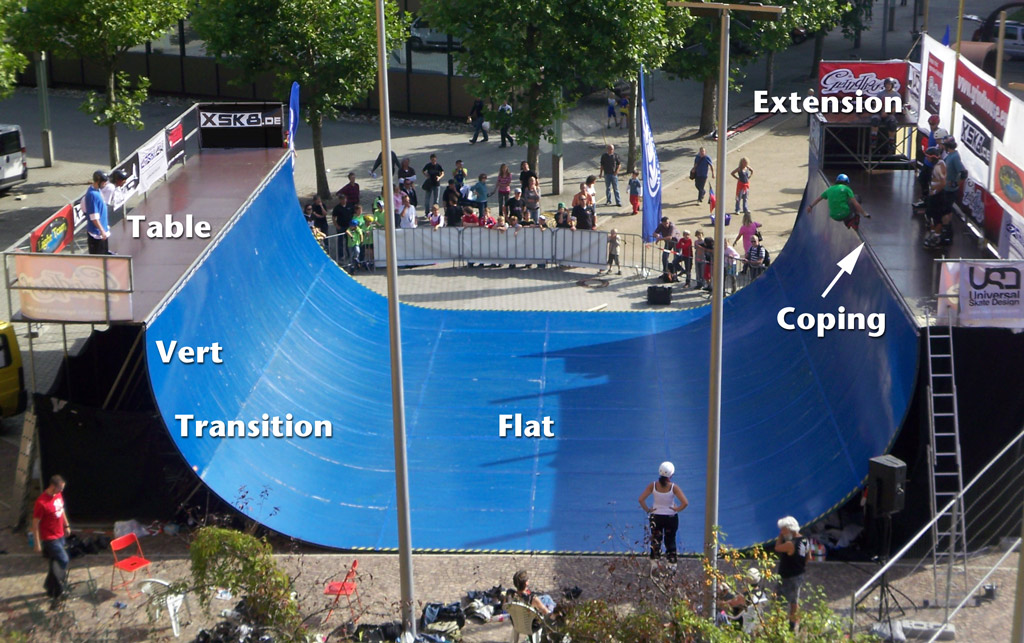
Un halfpipe.

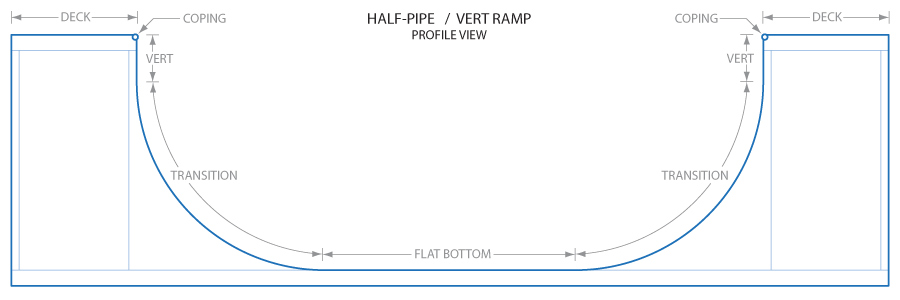
Sección transversal de una rampa de 90° o rampa vert.

Un half-pipe o medio tubo es una estructura en forma de U usada, generalmente, en la práctica de deportes extremos, como el skateboard ("monopatinaje"), el patinaje, el snowboard, BMX u otros tipos de bicicletas. Los materiales suelen variar en función del deporte. En el skate suelen ser de madera, en snowboard de nieve y en motocross arena, principalmente.
El origen de estas estructuras hay que buscarlo en la imitación y reproducción de escenarios naturales o artificiales espontáneos idóneos para la rodadura y las acrobacias que se han reproducido para evitar el deterioro de zona sensibles. Así por ejemplo en skateboarding se hizo frecuente en el boom de este deporte la utilización de piscinas abandonadas de tipo bañera (con los bordes inferiores redondeados) y en las disciplinas de nieve es frecuente la existencia de "tubos" naturales en las montañas (cauces de ríos o torrenteras).

## Medio tubo ensnowboard
En los deportes de invierno, sobre todo en el snowboard, suele utilizarse en cuesta, que se usa para la especialidad de estilo libre. Consta de dos paredes opuestas de la misma longitud y altura, unidas por una superficie plana que conecta con las paredes mediante una superficie curva. Los tablistas bajan en zigzag de pared a pared y aprovechan la velocidad para ejecutar saltos y figuras en el aire. El medio tubo puede llegar a medir más de 3 metros de alto.

## Medio tubo en monopatinaje
El medio tubo es usado para monopatinaje y patinaje sobre ruedas; es la comentada pista en forma de U. Puede ser una estructura enterrada, de tipo "bañera", o elevada. Las estructuras enterradas suelen estar realizadas en hormigón pulido, las elevadas suelen tener la estructura realizada en metal para las permanentes y en madera para las móviles, y la superficie de deslizamiento en madera. Algunas estructuras permanentes tienen la superficie de rodadura también en metal, para mejorar su resistencia a los agentes atmosféricos y los actos vandálicos, aunque esta no es la mejor superficie para rodar (ni para caer). En las "U" enterradas alrededor del foso hay espacio para rodar o detenerse antes y después de rodar o hacer acrobacias. A menudo a las paredes verticales de la "U" siguen una pequeñas "aceras" que permiten hacer pausas y reiniciar la rodadura desde lo alto de la U. La unión entre la pared vertical y la acera horizontal suele rematarse con una barra metálica que le da mayor resistencia y permite además maniobras de deslizamiento sobre ella.
El campeonato más importante del monopatinaje, los X Games celebrados por todo el mundo, se hacen en esta "U".
- Datos: Q847120
- Multimedia: Half-pipe / Q847120